# Pin

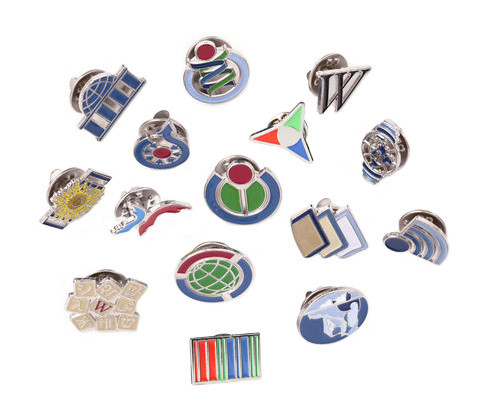
Wikipedia-slagpins

Pin, knapp eller badge, ibland rockslagsmärke, är ett märke eller ett emblem med nål som fästs på klädesplagg (exempelvis tröja, jacka eller kavaj) eller en anslagstavla. Avsikten kan vara att visa upp en tillhörighet, sprida ett budskap eller en åsikt. En känd pin i Sverige och Finland är majblomman, som säljs för att samla in pengar till fattiga barn. Det kan också vara ett kunskapsbevis som man erhåller efter genomförd praktisk eller teoretisk utbildning eller övning, som exempelvis simborgarmärket.
Ordet "pin" finns belagt i svenska språket sedan 1992. Ordet kommer från engelskans pin med samma betydelse.